# الهائمون (فلم)
الهائمون (بالإنجليزية: El Haimoune) هو فيلم تم إنتاجه في تونس وصدر في سنة 1984. الفيلم من إخراج الناصر خمير.
عُرض الفيلم في قناة راي تري الإيطالية أكثر من عشرين مرة. ويُدرّس في 100 جامعة أمريكية.

## بطولة
- الناصر خمير

## روابط خارجية
- مقالات تستعمل روابط فنية بلا صلة مع ويكي بيانات